# Jagdish Mehra
Jagdish Mehra (* 8. April 1931 in Merath nördlich von New Delhi; † 14. September 2008 in Sugar Land bei Houston, Texas) war ein indisch-US-amerikanischer Wissenschaftshistoriker.

## Leben und Werk
Mehra studierte an der University of Allahabad (Diplom in Physik) und war dann von 1952 bis 1955 am Max-Planck-Institut für Physik in Göttingen. 1957 ging er in die USA, wo er an der University of California, Los Angeles (UCLA) erneut seinen Master-Abschluss machte. 1963 wurde er an der Universität von Neuchatel in der Schweiz promoviert (The theory of London-van der Waals forces and certain features of the equation of state of gases). Danach war er in den USA unter anderem 1964/65 Assistant Professor für Physik an der Purdue University und von 1965 bis 1967 an der University of Massachusetts in North Dartmouth und ab 1967 als Programmdirektor der Science Research Association von  IBM in Chicago (wo er sich auch mit Physikgeschichte beschäftigte). 1969 bis 1973 war er Special Research Associate an der University of Texas at Austin (wo damals der belgische Physiker Ilja Prigogine und der indische Physiker George Sudarshan waren). 1973 ging er als Professor an die Universität Genf und war 1973 bis 1988 Professor am Solvay-Institut in Brüssel. Ab den 1980er Jahren war er viel in den USA, wo er an der Rice University und der University of Houston als Gastprofessor lehrte. Er war UNESCO Sir Julian Huxley Distinguished Professor for the History of Science in Paris und 1989 bis 1991 am International Center for Theoretical Physics (ICTP) in Triest. 1993 bis 1996 war er Citadel Distinguished Professor of Physics in Charleston (South Carolina). Außerdem war er Gastprofessor an der University of California, Irvine. Seit 1996 war er Professor an der Universität Houston.
Er begann sich schon früh für Physikgeschichte zu interessieren und führte ausführliche Oral History Interviews unter anderem mit Paul Dirac, Richard Feynman (kurz vor dessen Tod), Werner Heisenberg, Eugene Wigner und anderen. Im September 1972 organisierte er ein Symposium zu Diracs 70. Geburtstag in Triest (woraus der Sammelband „The physicists concept of nature“ entstand), an dem viele Pioniere der Quantentheorie noch teilnahmen. Er organisierte gesellschaftliche Veranstaltungen in Texas, Brüssel und Genf, auf denen sich Persönlichkeiten aus Geistes- und Naturwissenschaften trafen und  interviewte auch Schriftsteller und Philosophen wie Jean-Paul Sartre, T. S. Eliot, Aldous Huxley, Carl Gustav Jung, alles in seinem Nachlass gesammelt, der sich an der University of Houston befindet.
Er schrieb Biographien von Richard Feynman und Julian Schwinger (mit dessen engem Mitarbeiter Milton) und gab mit  Arthur Wightman die Gesammelten Werke von Wigner heraus (8 Bände, 1990–2000). Mit Helmut Rechenberg schrieb er ein sechsbändiges Standardwerk über die Geschichte der Quantentheorie. Er schrieb auch über Albert Einstein, dessen erste wissenschaftliche Veröffentlichung von 1895 er „entdeckte“.

## Schriften
- mit Helmut Rechenberg: The historical development of quantum theory. 6 Bände, Springer, 1982–2002
- The beat of a different drum – the life and science of Richard Feynman. Oxford University Press, 1994
- mit Kimball Milton: Climbing the mountain – the scientific biography of Julian Schwinger. 2000
- Einstein, Hilbert and the theory of gravitation – historical origins of general relativity. Dordrecht 1974
- The golden age of theoretical physics – selected essays. 2000
- Herausgeber The physicists conception of nature. Reidel Publ., Dordrecht 1973
- Einstein, Physics and Reality. World Scientific 1999
- The Solvay Conferences on Physics – aspects of the development of physics since 1911. Dordrecht 1975
- The quantum principle – its interpretation and epistemology.